# Harry Rawson
Pour les articles homonymes, voir Rawson (homonymie).
Harry Holdsworth Rawson (5 novembre 1843 - 3 novembre 1910) est un militaire britannique (amiral).

## Biographie
Il est surtout célèbre pour avoir dirigé l'« expédition punitive » britannique de 1897 qui a brûlé et pillé la ville de Bénin, dans l'actuel Nigéria après le massacre d'ambassadeurs. On ne lui en fit aucun reproche, et il fut le vingt-deuxième gouverneur de Nouvelle-Galles du Sud du 27 mai 1902 au 27 mai 1909. Il était le premier officier de marine à occuper le poste depuis le capitaine Bligh et il fut si populaire que son mandat fut prolongé. 
Il a également dirigé le bombardement de Zanzibar en 1896.